# Bracieux
Bracieux è un comune francese di 1 274 abitanti situato nel dipartimento del Loir-et-Cher, nella regione del Centro-Valle della Loira.

## Monumenti e luoghi d'interesse

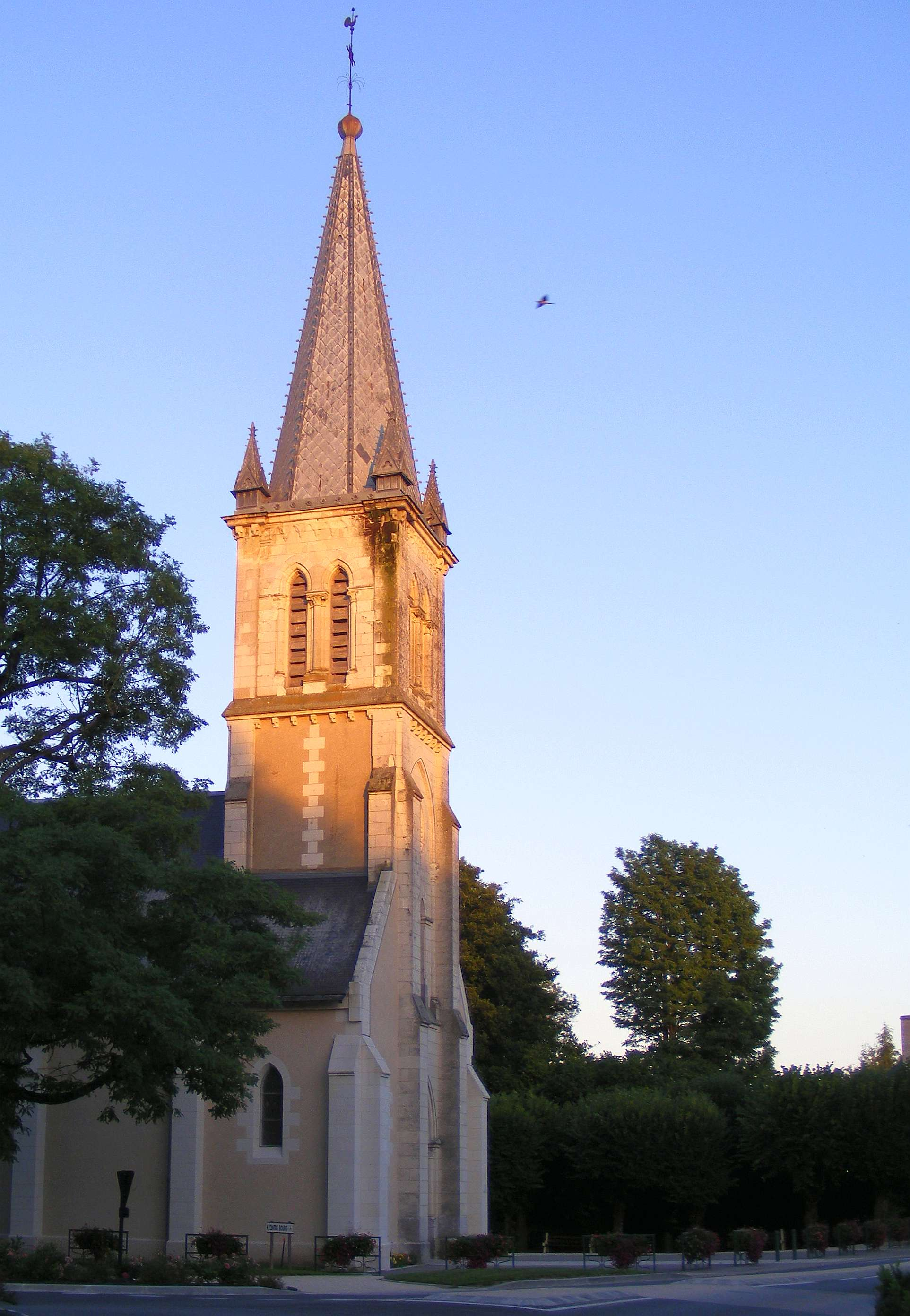
Il campanile

- Ala mercatale: risale alla fine del XVI secolo. Attualmente viene utilizzata per ospitare manifestazioni culturali.
- Chiesa di Sain Nicaise: la sua fondazione risale al medio evo; ingrandita durante il XVII secolo è stata restaurata alla fine dell'Ottocento. La sua campana più vecchia risale invece al 1780.

## Società

### Evoluzione demografica
Abitanti censiti

## Cucina
- La terrine de guernazelles è in pratica una terrina a base di rane.

## Eventi
- La fiera degli antiquari si svolge a partire dal 1965 alla Pentecoste e in ottobre.

## Amministrazione

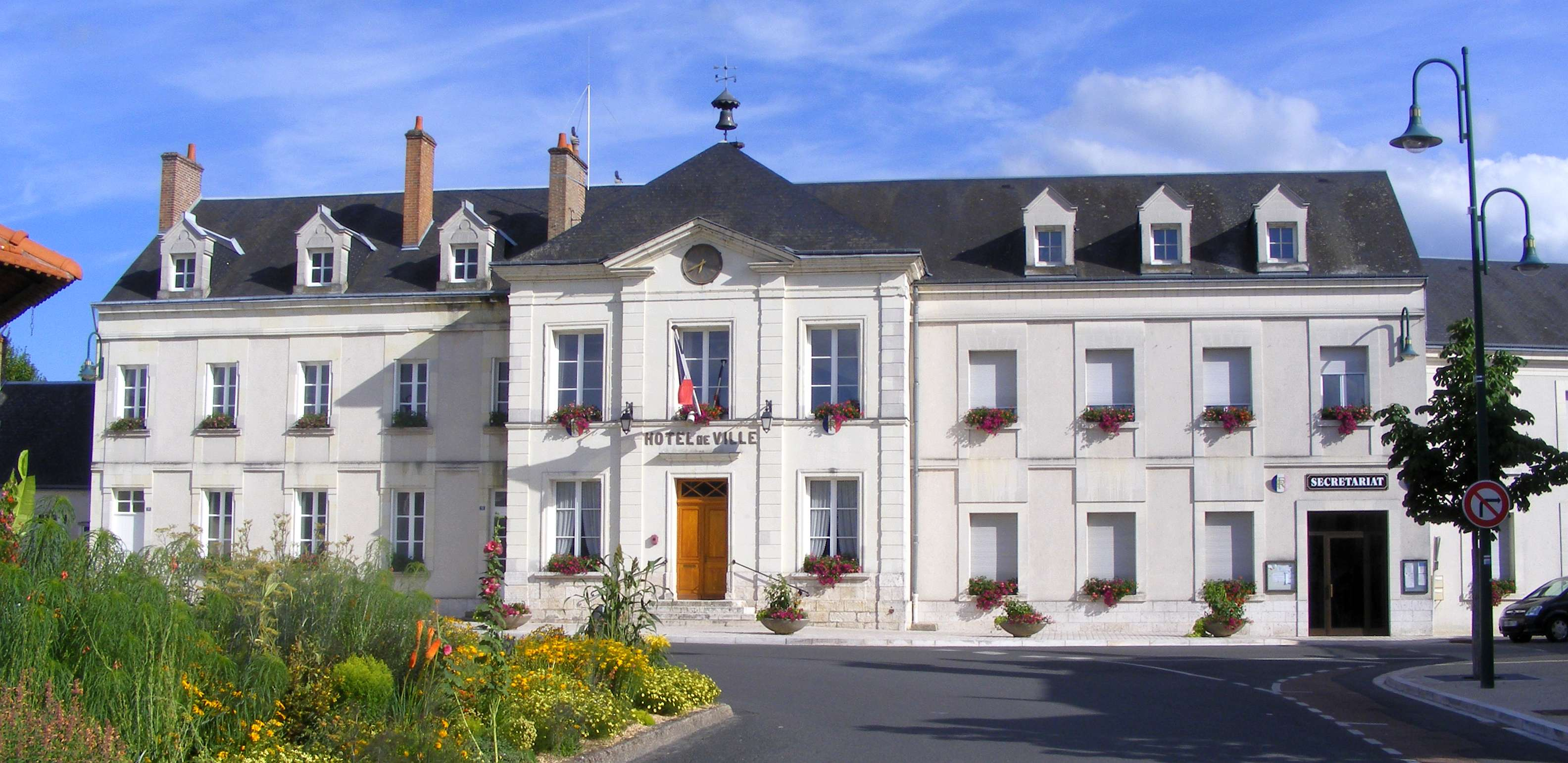
Il municipio

| Periodo | Periodo   | Primo cittadino  | Partito             | Carica  | Note |
| ------- | --------- | ---------------- | ------------------- | ------- | ---- |
| 1989    | 1995      | Colette Dupré    | Sans étiquette      | Sindaco |      |
| 1995    | 2008      | Daniel Desroches | DVD (Divers droite) | Sindaco |      |
| 2008    | in carica | Daniel Trouvé    |                     | Sindaco |      |